# Wolf Tegethoff
Wolf Tegethoff (* 1953) ist ein deutscher Kunsthistoriker. 

## Leben
Wolf Tegethoff studierte Kunstgeschichte, Städtebau, Verfassungs-, Wirtschafts- und Sozialgeschichte an der Rheinischen Friedrich-Wilhelms-Universität Bonn und der Columbia University in New York. 1978/79 war er freier Mitarbeiter am Mies van der Rohe Archive, Museum of Modern Art, New York. 1981 wurde er in Bonn mit der Dissertation Mies van der Rohe. Das Villen und Landhausprojekt promoviert und wurde Assistent am Kunsthistorischen Institut der Universität Kiel. 1987 wurde er Zweiter Direktor des Zentralinstituts für Kunstgeschichte (ZI). 1991 folgte er Willibald Sauerländer und war bis zu seinem Ruhestand 2017 Direktor des Zentralinstituts für Kunstgeschichte.
Seit 2000 ist Tegethoff Honorarprofessor an der Universität München. Er hatte Gastprofessuren in Bonn, Haifa und Venedig inne. Von 2004 bis 2010 hatte er den Vorsitz der International Association of Research Institutes in the History of Art (RIHA) inne. Seit 2012 ist er Mitherausgeber des Allgemeinen Künstlerlexikons.
Er ist verheiratet mit der Kunsthistorikerin Marion Ackermann.

## Mitgliedschaften
- 1995: außerordentliches Mitglied des Bund Deutscher Architekten (BDA)
- 1995: Beiratsmitglied des Institut für moderne Kunst Nürnberg
- 1997: Aufnahme in die International Association of Research Institutes in the History of Art (RIHA)
- 1998: Mitglied der wissenschaftlichen Kommission in dem Schweizerischen Instituts für Kunstwissenschaft
- 2005: Mitglied im Stiftungsvorstand der Danner-Stiftung
- 2007: Mitglied des wissenschaftlichen Beirates des Institut national d'histoire de l'art, Paris
- 2008: Mitglied der Beratenden Kommission im Zusammenhang mit der Rückgabe NS-verfolgungsbedingt entzogenen Kulturguts, insbesondere aus jüdischem Besitz („Limbach-Kommission“), seit 2017 stellvertretender Vorsitzender[2]
- 2009: Mitglied im wissenschaftlichen Beirat der Stiftung Bauhaus Dessau

## Veröffentlichungen (Auswahl)
- Mies van der Rohe. Die Villen und Landhausprojekte. Bacht, Essen 1981, ISBN 3-87034-033-9 (teilweise zugleich Dissertation Universität Bonn 1981).